# Урицк (муниципальный округ)
Ури́цк — муниципальный округ № 40 в составе Красносельского района Санкт-Петербурга.
Расположен на территории исторического района Лигово.

## История
Посёлок Урицк (бывш. Лигово) назван в 1918 в честь председателя Петроградской ЧК М. С. Урицкого, тогда же была создана Лиговско-Урицкая волость. Название железнодорожной станции Лигово не изменилось. В 1925 посёлок был преобразован в город. 1 августа 1927 года образована Ленинградская область, а в её составе Урицкий район Ленинградского округа (город Урицк с этого времени — районный центр области). С августа 1930 года по август 1936 года Урицк в Ленинградском Пригородном районе Ленинградской области. Затем, до июля 1950 года, в Красносельском районе Ленинградской области.
В январе 1963 года включён в состав Кировского района Ленинграда, а в апреле 1973 года вошёл в состав образованного тогда Красносельского района.

## Границы округа
- По оси проспекта Маршала Жукова от Петергофского шоссе на юго-запад, до пересечения Лиговского путепровода с южной стороной полосы отвода Балтийского направления железной дороги
- на запад по южной стороне полосы отвода Балтийского направления железной дороги до реки Ивановки
- на север по руслу реки Ивановки до Петергофского шоссе
- далее на восток по оси Петергофского шоссе до пересечения с проспектом Маршала Жукова.

## Флаг
Флаг Урицка был утверждён 18 марта 2009 года и воспроизводит композицию герба МО, представляя собой прямоугольное полотнище с отношением ширины флага к длине — 2:3.
Прямоугольник разделён на четыре объекта, которые обозначены разными цветами. Красный — занимает большую часть флага и символизирует бесстрашие и мужество ленинградцев (красный — цвет пролитой крови защитников Ленинграда). В центре помещена золотая берёза, как память об аллее Славы. Серебряный цвет помещён на флаг в виде стенозубчатого стропила, так как символизирует тот факт, что территория МО была рубежом обороны во время блокады Ленинграда. Синий обозначает реки и Дудергофский канал, которые образуют естественные границы округа.

## Население
| 2002    | 2010    | 2012    | 2013    | 2014    | 2015    | 2016    |
| ------- | ------- | ------- | ------- | ------- | ------- | ------- |
| 49 048  | ↗55 037 | ↗56 144 | ↗56 639 | ↗57 152 | ↗57 687 | ↗58 425 |
| 2017    | 2018    | 2019    | 2020    | 2021    | 2023    | 2025    |
| ↗59 019 | ↘58 799 | ↘58 576 | ↘58 294 | ↘51 852 | ↘51 054 | ↘49 984 |

## Транспорт
По территории округа и его границам проходят маршруты всех видов городского транспорта кроме метрополитена.
Также в округе расположена ж/д платформа Лигово.

## Объекты
- По улице Партизана Германа:

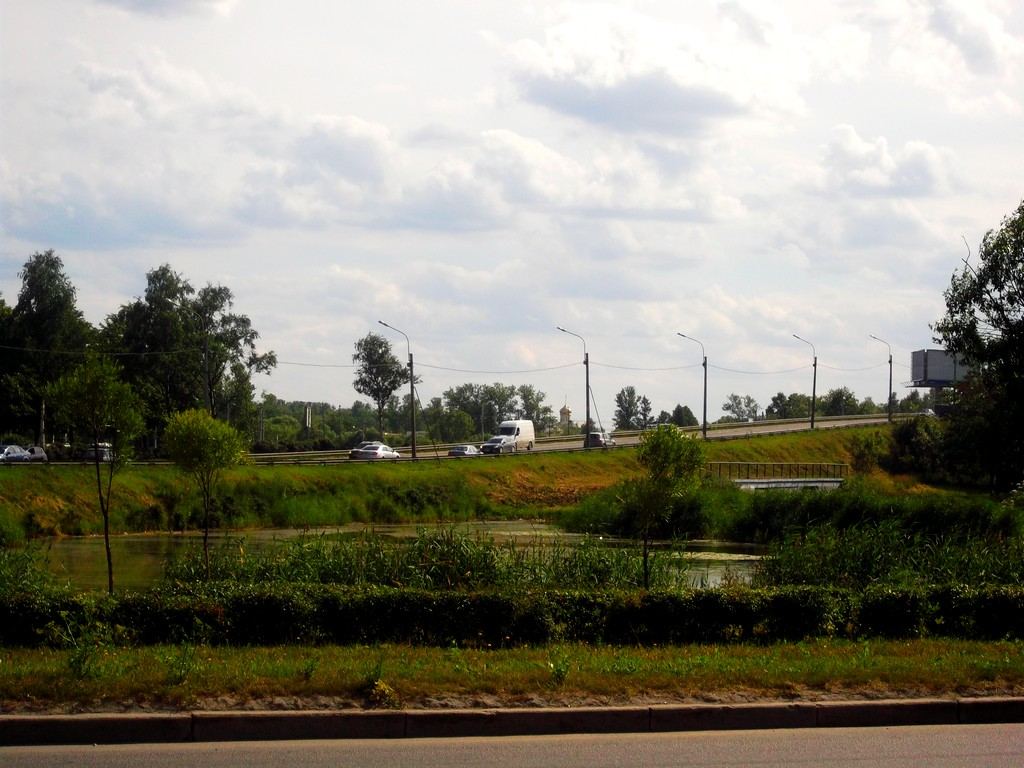
Лиговский путепровод

1. Администрация Красносельского района
2. Городской медицинский колледж № 2
3. 35 пожарная часть ГУ «24 отряд ФПС» Красносельского района
4. Стела «Герой Советского Союза Герман Александр Викторович»
5. Межрайонная инспекция ФНС России № 22
6. Гипермаркет «Карусель»
7. Гипермаркет «О'кей»
8. Гипермаркет «Леруа Мерлен»

- По проспекту Ветеранов:

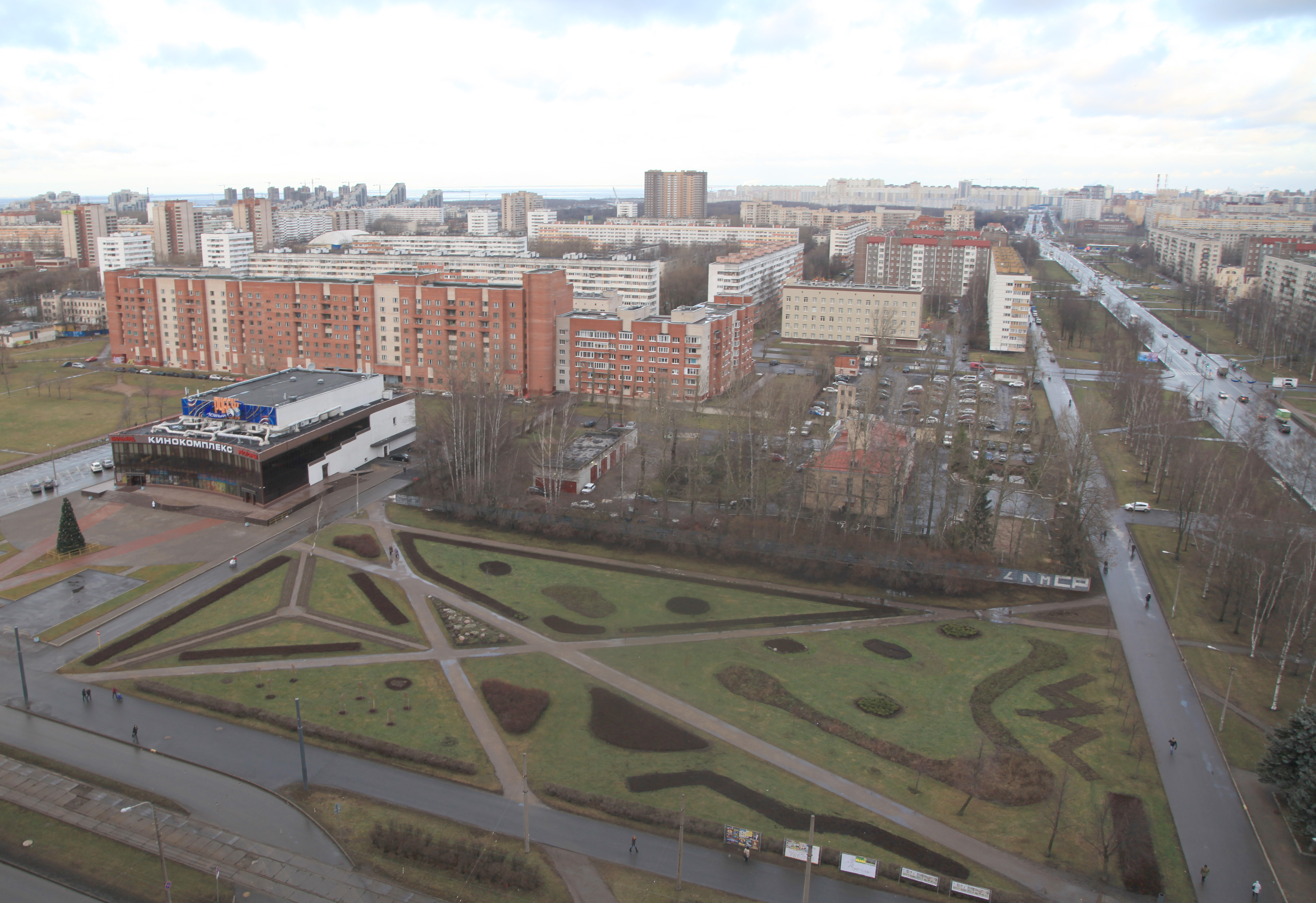
Проспект Ветеранов, пересечение с улицей Партизана Германа

1. Проспект Ветеранов, пересечение с улицей Партизана ГерманаСпортивный клуб «Fitness House»[17] (в прошлом к/т «Рубеж»)

- По улице Отважных:

1. Западный Межрайонный Центр Государственного Санитарно-эпидемиологического Надзора
2. Урицкая АТС (735,736)
3. Городская Поликлиника № 91
4. Детская Городская Поликлиника № 65

## Галерея
|                                                            |                                         |                                                             |                                   |
| Улица Партизана Германа (по движению к одноимённому мосту) | Надпись у входа в местную администрацию | Мост Партизана Германа и набережная                         | Городской медицинский колледж № 2 |
|                                                            |                                         |                                                             |                                   |
| Стела «Герой Советского Союза Герман Александр Викторович» | Межрайонная инспекция ФНС России № 22   | Набережная Дудергофского канала (у моста Партизана Германа) | Мост-плотина                      |

## Органы власти
Глава муниципального образования: Прокопчик Николай Кузьмич.
Округ является своеобразным общественным центром Красносельского района, поскольку районные управленческие структуры — администрация, РОВД, ИФНС, отделение ПФР и т.д. расположены на его территории.